# Pentelischer Marmor

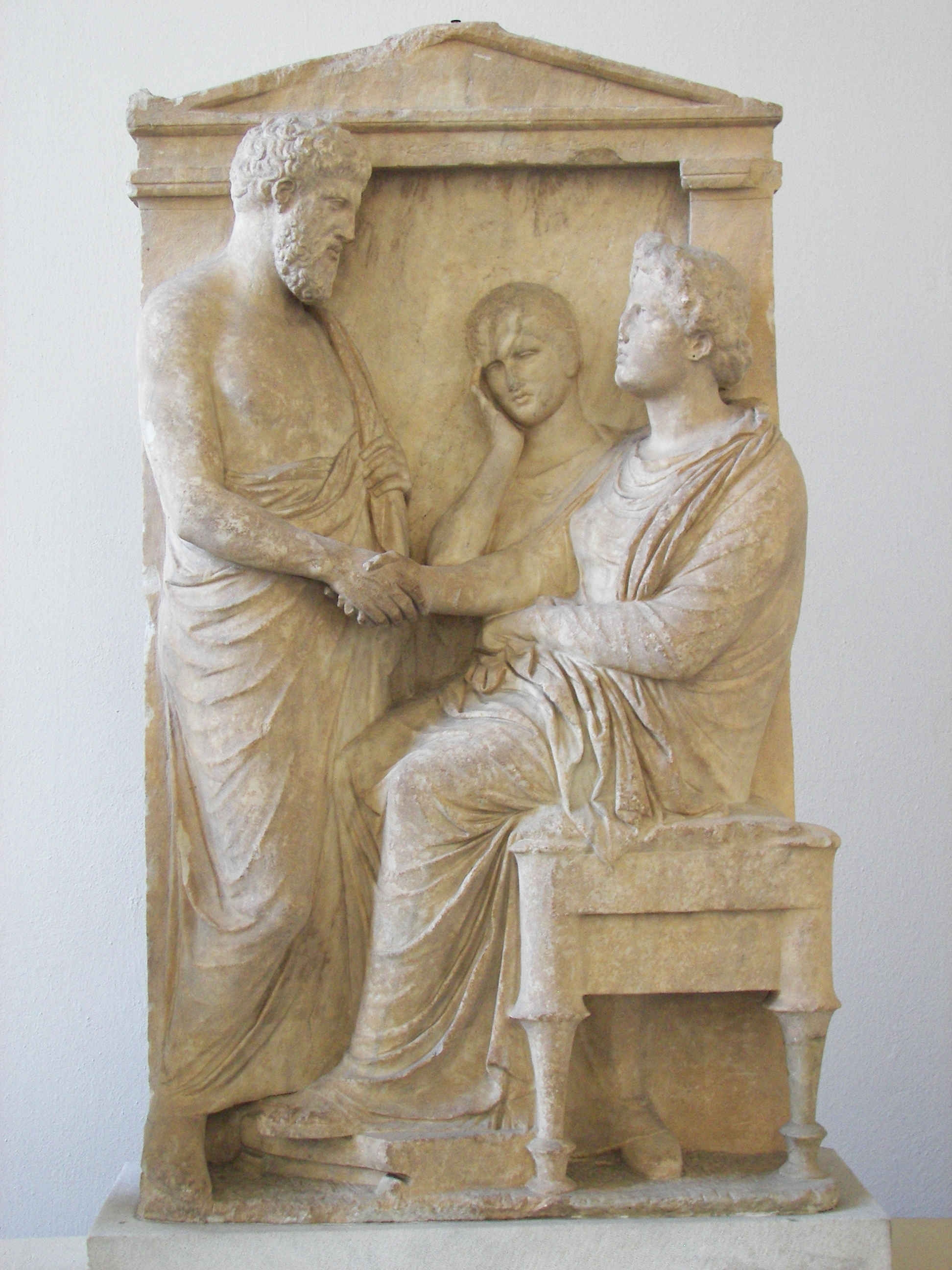
Grabrelief des Thraseas und der Euandria in der Antikensammlung Berlin

Pentelischer Marmor (altgriechisch Πεντελικὴ μάρμαρος Pentelikē marmaros, lateinisch marmor pentelicum, deutsch auch Pentelikon-Marmor) ist ein Bau- und Dekorationsgestein aus Griechenland und seit der Antike von erheblicher historischer Bedeutung. Das Gestein ist eine von mehreren wichtigen attischen Marmorarten.

## Name
Seinen Namen erhielt der Marmor von dem heute Pendeli genannten Bergmassiv Pentelikon, auf dem seine antiken Steinbrüche angelegt wurden. Das Kloster Pendeli, an der Stelle des antiken Demos Pentele, übertrug den ursprünglichen Namen. Die nachantike, alte Bezeichnung des Gebirges lautet Brilessos.

## Vorkommen

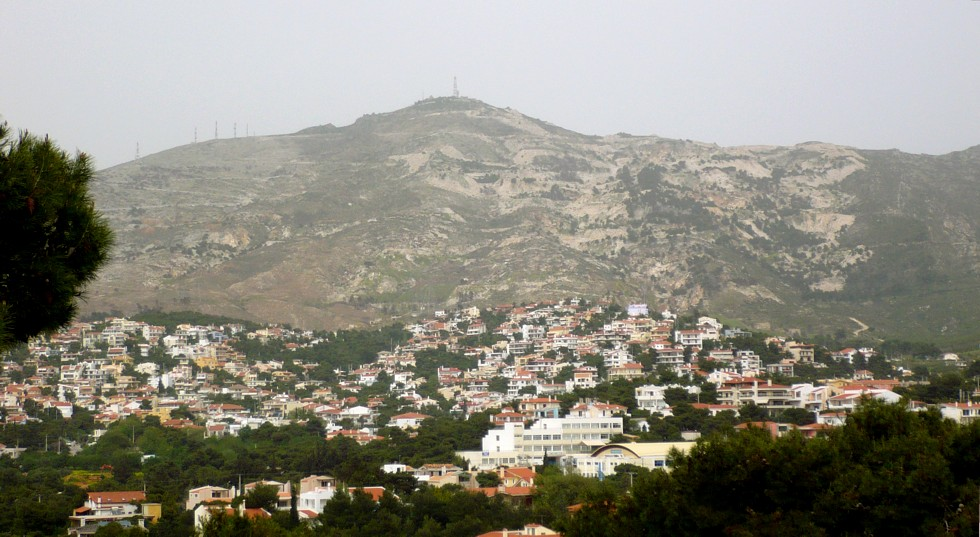
Das Pentelikon-Massiv mit den antiken Steinbrüchen, Blick von Nea Penteli

Der Abbau des pentelischen Marmors erfolgte an den Flanken des Pentelikon-Massivs am nordöstlichen Stadtrand von Athen. Die antiken Abbaustellen sind in großer Höhe an der Südwestseite des Berges zu finden und die meisten neuzeitlichen Steinbrüche liegen an seiner westlichen Flanke, östlich des Athener Stadtteiles Kifisia/Kephissia. Von Athen bzw. der Akropolis sind die Steinbrüche bei klarem Wetter gut erkennbar.
Zu den antiken Steinbrüchen führt ein alter Weg, auf dem die gewonnenen Blöcke durch Rutschen herabtransportiert wurden. Dieser alte Weg ist bis auf etwa 700 m ü. M. zu verfolgen. Der höchste antike Steinbruch liegt bei etwa 1.020 Meter über dem Meeresspiegel.

## Entstehung, Eigenschaften, Mineralogie
In der antiken Abbauzone (etwa 25 Steinbrüche) durchziehen feine Chlorit-Lagen den Marmor und markieren auf diese Weise die Schieferung im Gestein. Diese Kontaktzonen sind für die spätere Verwitterung besonders anfällig und stellen an zahlreichen antiken Bauten ein spezifisches Problem für die Erhaltung dar. Aus diesem Grund werden stark verwitterte Bauteile mit neuen Stücken ergänzt oder ersetzt.
Aus den neuzeitlichen Steinbrüchen kommt ein weißer und hellgrauer feinkörniger Marmor. In der Lagerstätte ist eine Schieferung erkennbar, die sich durch graue streifenförmige Einlagerungen auszeichnet. Die typische Korngröße liegt zwischen 0,5 und 1 Millimeter, selten bis 2 Millimeter.
Nach Richard Lepsius sind im Marmor neben Calcit weitere Mineralien anzutreffen. Darunter fällt das bereits erwähnte Chlorit, ferner als akzessorische Bestandteile die Minerale Pyrit und Quarz. Die Farbe des Marmors aus seinen reinsten Bänken ist weiß. Die genannten mineralischen Einlagerungen erzeugen graue und leicht grünliche Töne. Aus den neuzeitlichen Abbaustellen gewinnt man einen eher hellen Marmor mit leichten grauen bis graugrünlichen Wolkungen. Durch atmosphärische Einwirkungen erhält der Marmor nach längerer Zeit eine goldockerfarbene Patina, die aus der Umwandlung des geringen Pyritgehaltes in Mineralien des Limonitkomplexes und Hämatit entsteht.
Der heute im Abbau stehende Pentelikon-Marmor ist ein calcitischer feinkörniger Marmor. Seine Zusammensetzung ist von folgenden Mittelwerten gekennzeichnet (in Masse-Prozenten):
CaO 54,80; MgO 1,55; SiO2 1,10; Fe2O3 0,14; Al2O3 0,20; K2O 0,09; Na2O 0,04; MnO 0,02 und Karbonatrest 43,05. Das bedeutet, dass zu 98 Prozent Calcit vertreten ist.
Die Marmorlagerstätte ist von Phylliten und Kalkschiefern (Kalksteine mit starkem Richtungsgefüge) begleitet. In den Übergangszonen sind deshalb im Marmor deutliche grüne bandförmige Einlagerungen enthalten.

## Geschichte
Bereits in vorchristlicher Zeit gewann man auf dem Pentelikon-Berg beträchtliche Mengen von Marmor. In der Zeit des Perikles (5. Jahrhundert v. Chr.) nahm der Marmorabbau in dieser Region zu. Vom griechischen Schriftsteller und Geographen Pausanias ist im 2. Jahrhundert eine Nennung des pentelischen Marmors überliefert. Der pentelische Marmorabbau hielt in der Zeit des Römischen Reichs an. Lepsius schätzte die abgebaute Menge auf etwa 400.000 Kubikmeter. Die Abbaufronten sind bis zu 30 Meter hoch und stehen teilweise im rechten Winkel zueinander. Das belegt die hochprofessionelle Technik der antiken Marmorgewinnung und ermöglichte bei fortschreitendem Abbau immer wieder rechtwinklige Rohblöcke.
In der Regierungszeit von Andreas Papandreou, um das Jahr 1994, lagen die Brüche still, da ein Abbauverbot erlassen worden war. Heute verzichten die Steinbruchsbetreiber weitgehend auf den Einsatz von Sprengstoff und bedienen sich zum schonenden Abbau der Helikoidalsäge.

## Verwendung und Gestaltung
Nachfolgend werden einige ausgewählte repräsentative Anwendungsbeispiele für den Pentelikon-Marmor aufgeführt. Typische antike Anwendungen sind Skulpturen und Architekturteile. In der Neuzeit findet er für alle erdenklichen Fälle der Innen- und Außengestaltung Verwendung. Für den Export nimmt der Pentelikon-Marmor neben einigen anderen weißen Marmoren Griechenlands eine exponierte nationale Rolle ein.
Antikes Athen
- Parthenon-Tempel auf der Akropolis, Säulen
- Propyläen
- Erechtheion auf der Akropolis
- Olympieion
- Tempel des Hephaistos
- Panathenäisches Stadion (140 n. Chr. von Herodes Atticus mit pentelischem Marmor erneuert)
- Philopapposmonument

Modernes Athen
- Akademie-Gebäude (1856, Theophil von Hansen)
- Hauptgebäude der Universität (1841, Theophil von Hansen)
- Universitätsbibliothek (1841, Theophil von Hansen)
- National-Museum (1874, Ludwig Lange, Ernst Ziller)
- Megaro Mousikis (1991, Emanouil Vourkelas)
- Akropolismuseum (2007, Bernard Tschumi)

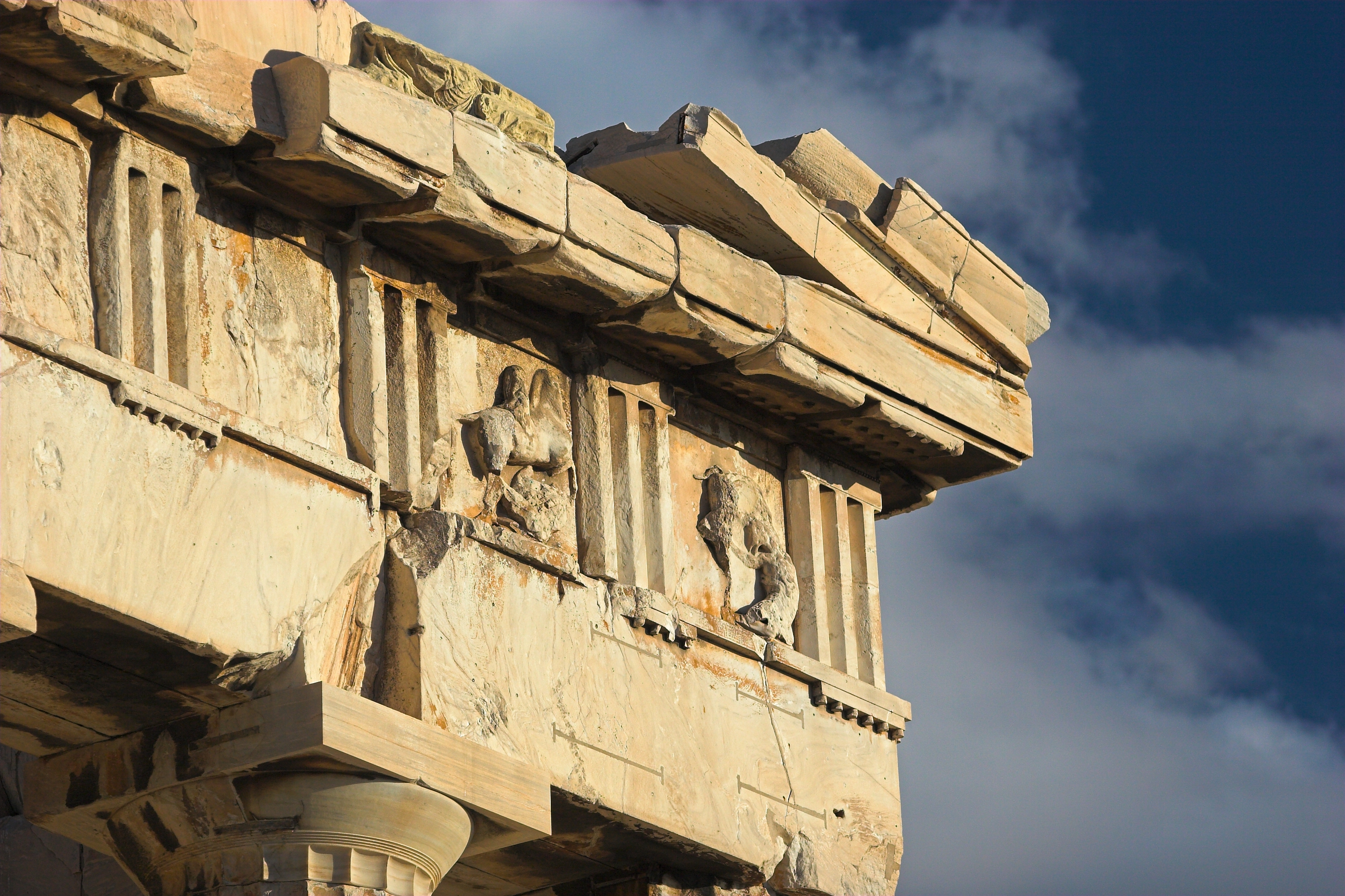
Giebel, Fries und Architrav am Parthenontempel auf der Akropolis
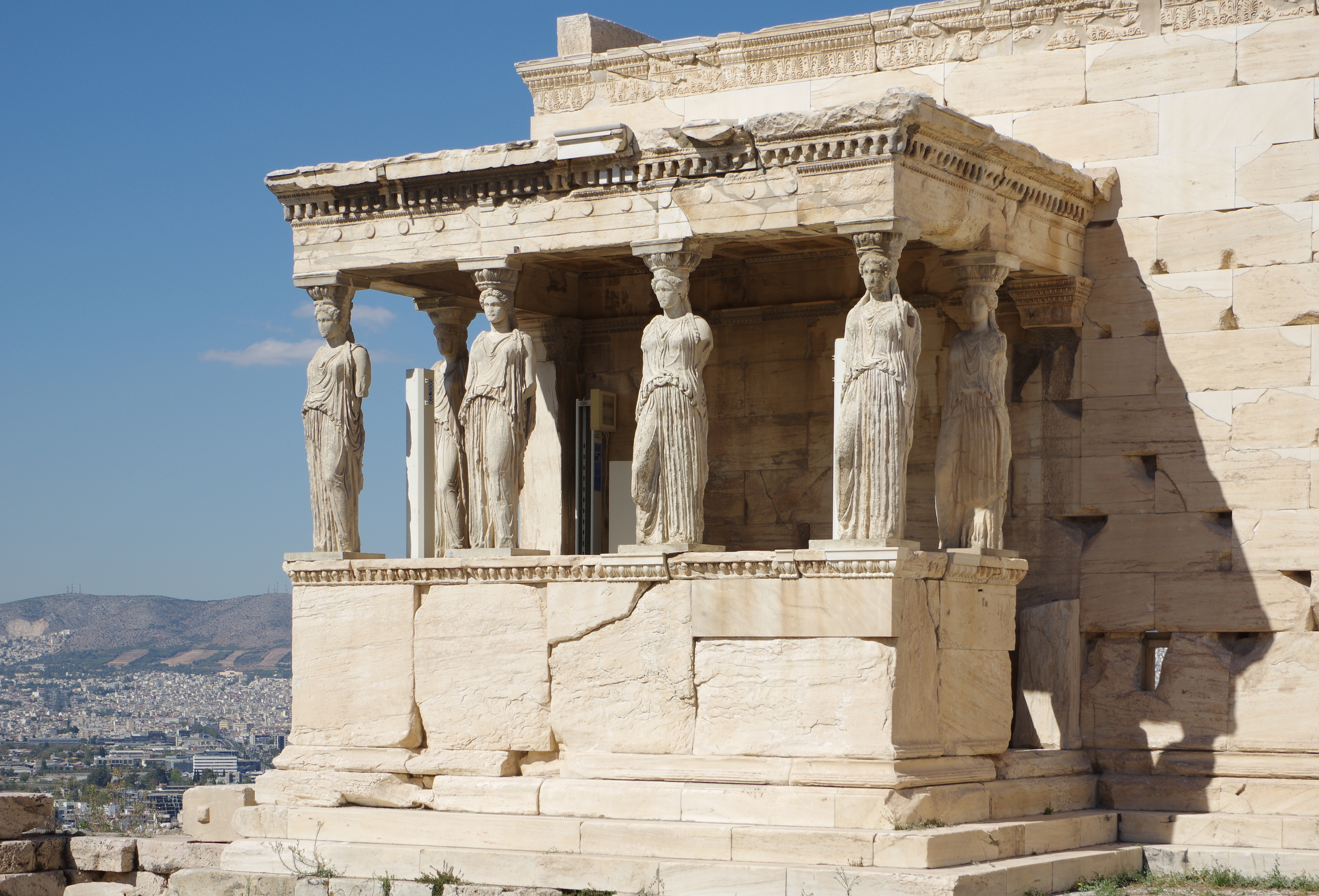
Das Erechtheion
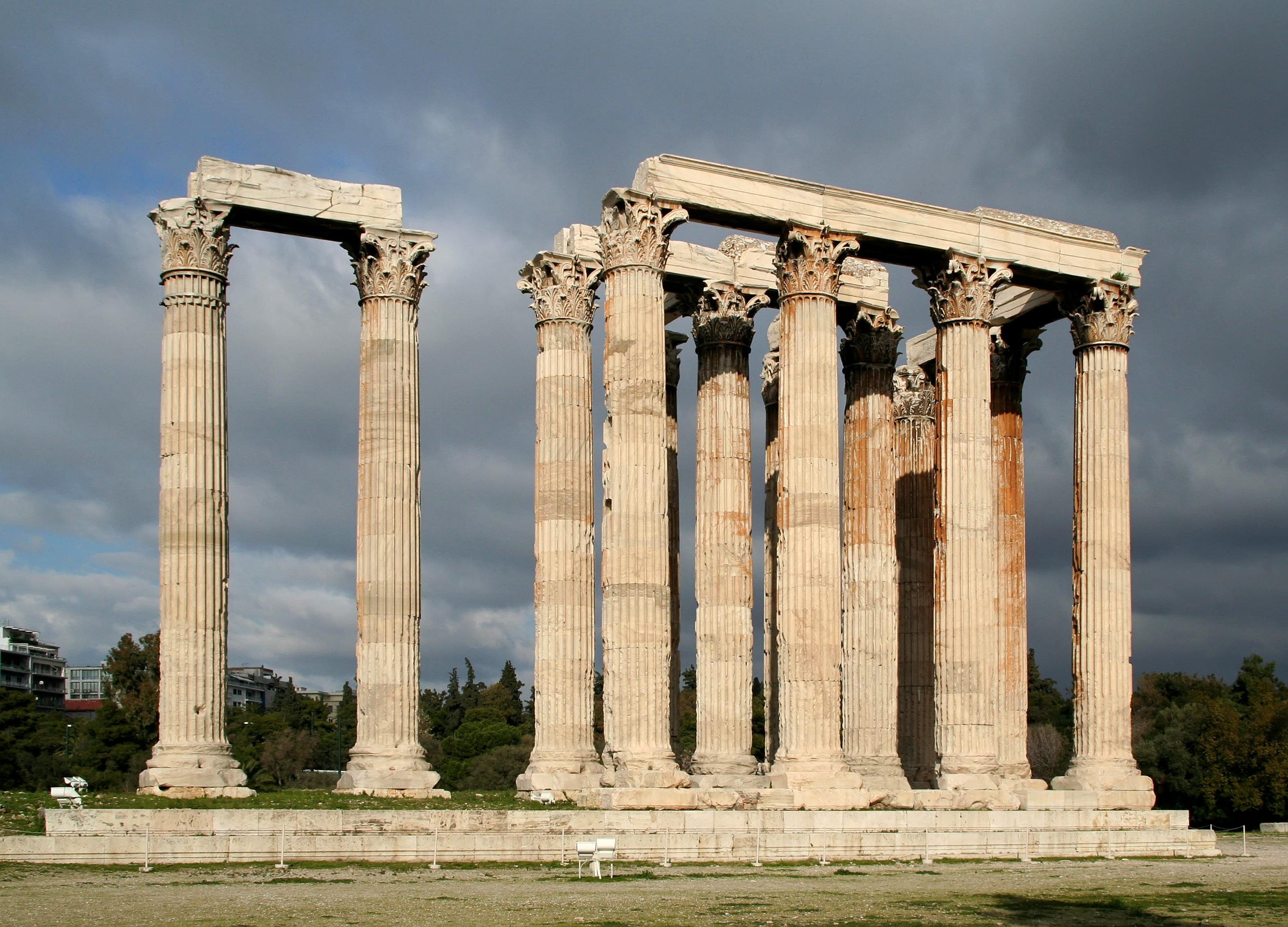
Das Olympieion
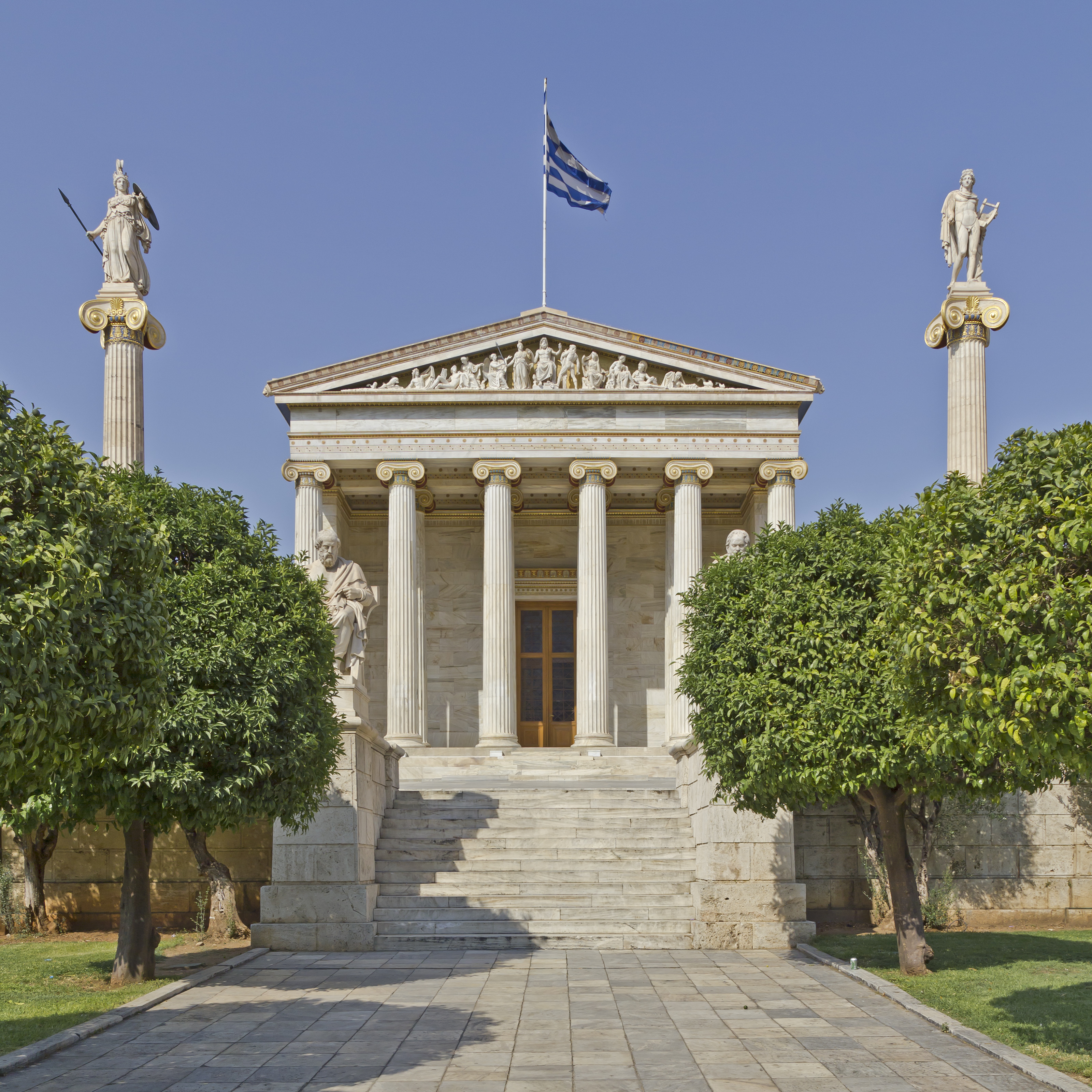
Akademie von Athen
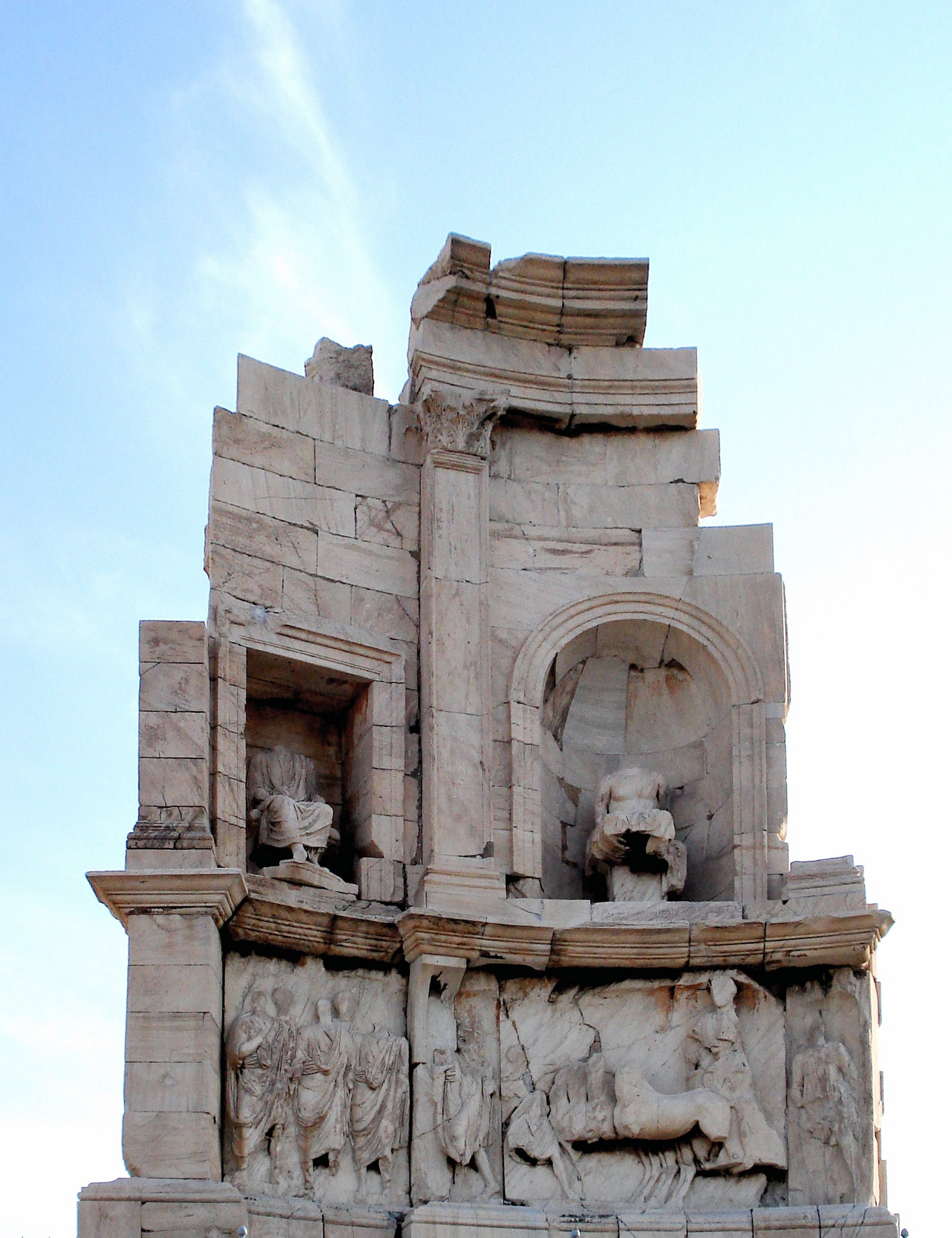
Grabmal des Gaius Iulius Antiochus Epiphanes Philopappus in Athen

## Sorten und konkurrierende Marmore
Zahlreiche Marmorsorten von der griechischen Halbinsel Attika und anderen mediterranen Abbaustellen können als konkurrierend angesehen werden. Besonders der hymettische Marmor, südöstlich von Athen gewonnen, tritt als unmittelbar alternatives Bau- und Dekorationsgestein auf, weil mit ihm durch seine graue Färbung ein bewusster Kontrast in den Architekturanwendungen erzielt werden konnte.
Es war auch in der Antike nicht ungewöhnlich, an Bauten für verschiedene Architekturteile unterschiedliche Marmorsorten einzusetzen. Dafür scheute man auch keine Transportdistanzen, besonders wenn der Seeweg sie günstig überbrücken konnte. Bedeutende griechische Marmore, die ähnliche Verwendung fanden, sind der Thassos-Marmor und der parische Marmor.